# Список умерших в 859 году

## Сентябрь
- 10 сентября — Сюань-цзун (49), 19-й император династии Тан (846—859)[1].

## Октябрь
- 14 октября — Лиупрам, архиепископ Зальцбургский (836—859), аббат зальцбургского монастыря Святого Петра (836—859)[2].

## Дата смерти неизвестна или требует уточнения
- Васак Габур, князь Гегаркуника на севере Сюника[3].
- Евлогий Кордовский, архиепископ Толедо (851—859), христианский святой, священномученик Католической церкви, почитается православными в качестве местночтимого святого[4].
- Жистибор, князь лужичан (сорбов, лужицких сербов) (840—859).
- Зу-н-Нун аль-Мисри, египетский суфий[5].
- Одальрик, маркиз Готии и граф Барселоны, Жироны, Ампурьяса, Руссильона и Нарбонны (852—857/858), граф Аргенгау и Линцгау (858)[6].